# 2014 WN510
2014 WN510 est un objet du disque des objets épars.

## Caractéristiques
2014 WN510 mesure environ 290 kilomètres de diamètre.